# Anton Sanchez de la Cerda
Anton Markus Eduard Sanchez de la Cerda (23. srpna 1860 Knin – 27. března 1914 Tulln an der Donau) byl rakousko-uherský admirál. Jako absolvent námořní akademie sloužil u c. k. námořnictva od roku 1878, na pozici navigačního důstojníka doprovázel arcivévodu Františka Ferdinanda na cestě kolem světa (1892–1893). Kromě služby na moři působil dlouhodobě v námořní administraci a nakonec byl v letech 1908–1910 šéfem námořní zpravodajské služby na ministerstvu války. V roce 1910 byl penzionován ze zdravotních důvodů a v roce 1912 dosáhl hodnosti kontradmirála. 

## Biografie

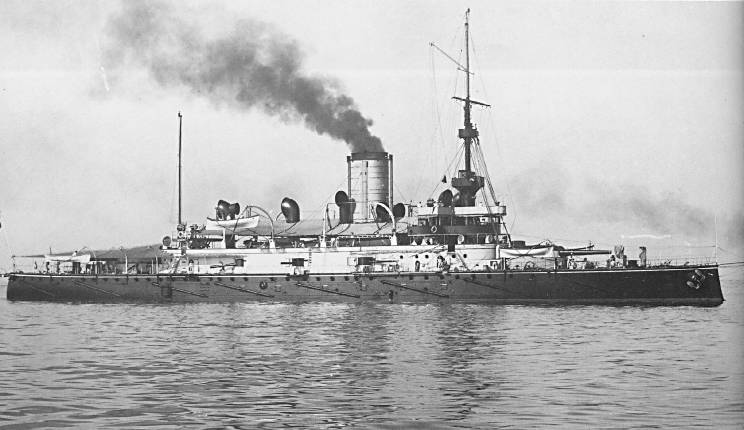
SMS Budapest, vlajková loď Antona Sancheze v roce 1907

Pocházel ze staré španělské rodiny usazené od 18. století v habsburské monarchii, byl mladším synem c. k. hejtmana Eugena Sancheze de la Cerda. Absolvoval reálku ve Splitu a v letech 1874–1878 studoval na C. k. námořní akademii v Rijece. K námořnictvu vstoupil v roce 1878 jako kadet a kromě služby na různých lodích působil u Hydrografického úřadu v Pule nebo u jednotek námořní pěchoty. V roce 1882 získal hodnost praporčíka a podílel se na potlačení povstání v Dalmácii. V letech 1885–1886 pobýval na studijní cestě v Anglii, poté sloužil mimo jiné na výcvikových lodích. V roce 1889 byl povýšen na poručíka II. třídy s přidělením ke sborovému námořnímu velitelství v Pule.
V letech 1889–1890 byl pobočníkem admirála Spauna a zúčastnil se s ním mezinárodní námořní konference ve Washingtonu. V letech 1891–1892 byl úředníkem v námořní sekci na ministerstvu války ve Vídni a v letech 1892–1893 jako navigační důstojník na křižníku SMS Kaiserin Elisabeth doprovázel arcivévodu Františka Ferdinanda na cestě do Japonska a Ameriky.Mezitím byl povýšen na poručíka I. třídy (1892) a v letech 1893–1899 působil v prezidiální kanceláři námořní sekce na ministerstvu války. Mezitím byl navigačním důstojníkem na bitevní lodi SMS Wien a během řecko-turecké války se zúčastnil mezinárodní blokády Kréty (1897–1898).

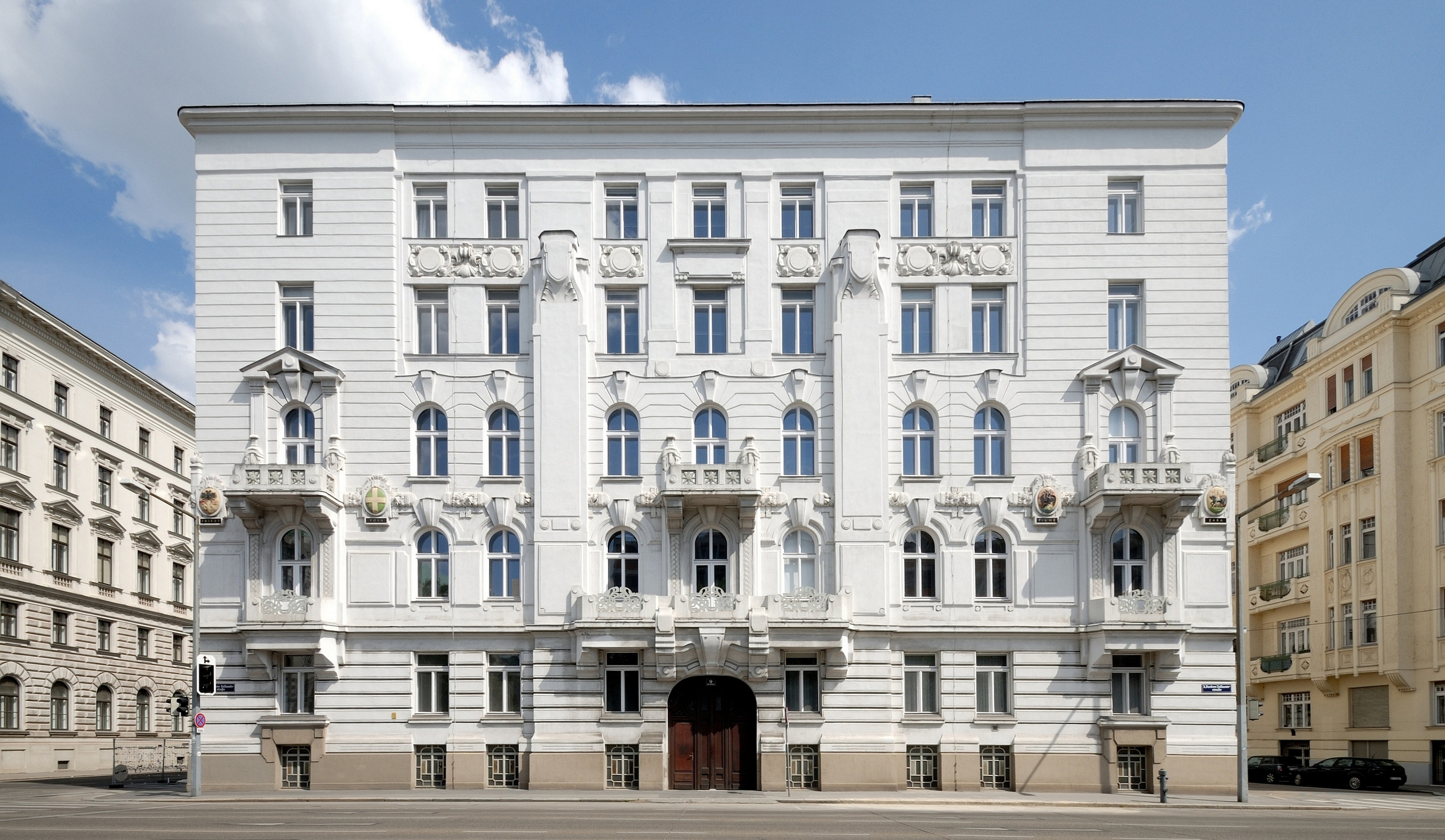
Sídlo námořní sekce na ministerstvu války ve Vídni

Po odchodu z ministerstva války byl přeložen ke sborovému námořnímu velitelství v Pule, kde byl mimo jiné velitelem jednotek námořní pěchoty, a poté prvním důstojníkem na bitevní lodi SMS Budapest (1902). Mezitím byl k datu 1. května 1901 byl povýšen na korvetního kapitána. V roce 1903 byl šéfem štábu divize na vlajkové lodi SMS Szigetvár, poté velel torpédovým člunům u arzenálu v Pule a v letech 1904–1907 absolvoval několik cest s kadety námořní akademie na výcvikových lodích SMS Meteor a SMS Alpha. Mezitím obdržel hodnost fregatního kapitána (1. května 1905) a v roce 1907 byl v rámci záložní eskadry velitelem bitevní lodi SMS Budapest. V letech 1908–1910 byl šéfem zpravodajských služeb námořní sekce na ministerstvu války a 1. května 1908 byl povýšen na kapitána řadové lodi. V lednu 1910 byl přeložen ke sborovému námořnímu velitelství v Pule a v červnu 1910 ze zdravotních důvodů penzionován.
Mimo aktivní službu byl k datu 27. června 1912 povýšen do hodnosti kontradmirála a usadil se ve Vídni. Zemřel v Tullnu v Dolním Rakousku 27. března 1914 a byl pohřben na vídeňském Centrálním hřbitově. 

## Rodina
V roce 1894 se oženil s Mathildou, rozenou Eltzovou (1869–1955), dcerou důstojníka c. k. armády. Z manželství se narodili dva synové. Starší Philipp José (1895–1983) sloužil za první světové války u námořnictva, později se uplatnil jako hudební skladatel a umělecký ředitel Vídeňské národní opery. Mladší Marcel Anton (1899–1973) začal svou službu také za první světové války u c. k. námořnictva, později byl kapitánem u německého válečného námořnictva. 
Antonův starší bratr Ludwig Sanchez de la Cerda (1850–1923) sloužil v c. k. armádě a v roce 1906 byl penzionován v hodnosti generálmajora. 

## Tituly a ocenění
Během služby u námořnictva získal několik vysokých vyznamenání v Rakousku-Uhersku i v zahraničí. Vdova Mathilda a synové získali těsně před rozpadem monarchie potvrzení šlechtického stavu v Rakousku (20. září 1918).

### Rakousko-Uhersko
- Válečná medaile (1883)
- Vojenský záslužný kříž (1893)
- Medaile za námořní plavbu 1892/1893 (1893)
- Jubilejní pamětní medaile (1898)
- Služební odznak pro důstojníky III. třídy (1903)
- Vojenský jubilejní kříž (1908)
- důstojnický kříž Řádu Františka Josefa (1910)

### Zahraničí
- Řád vycházejícího slunce IV. třídy (1894, Japonsko)
- komturský kříž Řádu Karla III. (1899, Španělsko)
- komandérský kříž Řádu lva a slunce (1899, Persie)